# Вулька (гміна Суховоля)
Вулька (пол. Wólka) — село в Польщі, у гміні Суховоля Сокульського повіту Підляського воєводства.
Населення — 195 осіб (2011).
У 1975-1998 роках село належало до Білостоцького воєводства.

## Демографія
Демографічна структура станом на 31 березня 2011 року:
|          | Загалом | Допрацездатний вік | Працездатний вік | Постпрацездатний вік |
| -------- | ------- | ------------------ | ---------------- | -------------------- |
| Чоловіки | 101     | 23                 | 62               | 16                   |
| Жінки    | 94      | 17                 | 50               | 27                   |
| Разом    | 195     | 40                 | 112              | 43                   |